# Брендан Грегг
Брендан Грегг — комп'ютерний інженер, відомий своєю роботою над продуктивністю обчислень. Він працює в Intel, а раніше працював у Netflix, Sun Microsystems, Oracle Corporation та Joyent. Він народився в Ньюкаслі, Новий Південний Уельс, і закінчив Університет Ньюкасла, Австралія.
У листопаді 2013 року він був нагороджений нагородою LISA за видатні досягнення «За внесок у галузь системного адміністрування, зокрема за новаторську роботу в методологіях аналізу продуктивності систем». Він досліджує та пише про продуктивність Linux у своєму блозі.